# Trương Khuyết
Trương Khuyết (chữ Hán: 张阙; ? - 426) là phi tần của Lưu Tống Vũ Đế và là hoàng thái hậu dưới triều Lưu Tống Thiếu Đế Lưu Nghĩa Phù trong lịch sử Trung Quốc.

## Tiểu sử
Năm 406, Trương Khuyết hạ sinh Lưu Nghĩa Phù, con trai cả của Lưu Dụ, đang là một tướng lĩnh tối cao của Đông Tấn và trên thực tế đóng vai trò là người nhiếp chính. Về sau bà hạ sinh một con gái là Lưu Huệ Viện (劉惠媛).

## Phu nhân
Vào năm 420, Lưu Dụ cướp ngôi của Cung Đế và lập nên triều đại Lưu Tống (và trở thành Lưu Tống Vũ Đế). Trương Khuyết được phong Phu nhân (夫人) chứ không phong hoàng hậu. Con trai bà là Lưu Nghĩa Phù trở thành hoàng thái tử.

## Hoàng thái hậu
Năm 422, Vũ Đế băng hà. Hoàng thái tử Lưu Nghĩa Phù lên ngôi và trở thành Lưu Tống Thiếu Đế.
Đến mùa thu năm 423, Thiếu Đế phong cho Trương phu nhân làm thái hậu.
Mùa hè năm 424, các đại thần lấy danh của Trương Thái hậu để bố cáo về tội lỗi của Thiếu Đế, phế truất và giáng xuống làm Doanh Dương vương, trao ngai vàng cho Nghi Đô vương Lưu Nghĩa Long.
Ban đầu, Trương Khuyết trả lại ngọc ấn thái hậu và chuyển đến Ngô quận (吳郡) (Nay gần tương ứng với Tô Châu, Giang Tô). Tại đây, 1 tháng sau đó, con trai bà bị giết. Sau đó, Văn Đế Lưu Nghĩa Long đến Kiến Khang, tấn phong bà thành Doanh Dương vương Thái phi.
Năm 426, Trương Khuyết qua đời. Thích khách ám sát con trai bà đã bị Văn Đế xử tử.